# Roger Verhaes
Roger Verhaes, född 8 maj 1920, död 1 maj 1999, var en friidrottare från Belgien. Han deltog vid olympiska sommarspelen 1948.